# Scopula subangularia
Scopula subangularia là một loài bướm đêm trong họ Geometridae.